# 地雷陣

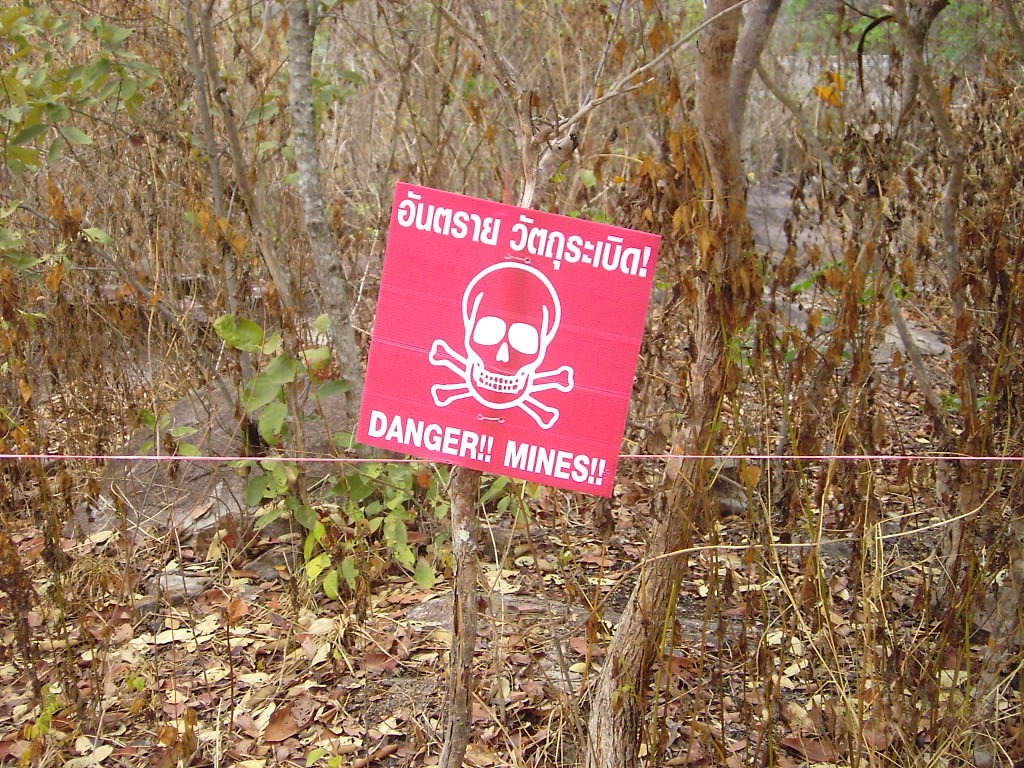
泰國Khao Phra Wihan國家公園內的布雷區警示牌

地雷陣，亦作布雷區、地雷原或地雷場，是指在廣闊的地理範圍埋設把地雷，以圖達到某種軍事或民事目的。雖然現時聯合國已推動廢止在戰爭中使用殺傷性地雷的渥太華條約，特定常規武器公約即在國際法層面上對地雷的軍事利用與後續清理進行了進一步的規範，但現時在東南亞及朝鲜半岛军事分界线的地雷陣仍有不少還未完全清除，2022年俄羅斯入侵烏克蘭期間即被確認了殺傷性地雷的軍事利用，造成不少人命傷亡。

## 概要
地雷的基本作用，在於妨礙或者是限制敵軍部隊的機動力或者是移動路線，這對於處於防守狀態的部隊的效用較大。
地雷的佈署的目的，常見的包括：
1. 直接透過對入侵人員與裝備的規模傷害而達到減低戰鬥力的目的。
2. 以地雷構成無法輕易通過的地區，可以保護部隊的的側翼或者是後方。
3. 以地雷侷限敵軍的移動路徑與範圍，使得敵人的進攻路徑能夠更有效的預測。
4. 以地雷延緩敵人的前進速度，使我軍獲得充裕的移動或者是重新佈署的時間。

規劃良好的地雷陣地對於兵力數量，火力或者是缺少有效防禦地形的部隊，可以提供很好的協助作用。

## 地雷陣的布放
由於地雷的高度危險，一般在裝置時都要由工兵部隊作嚴格紀錄，一來防止己方軍隊誤闖陣地，二來在戰爭結束後亦可予以清除。不過，由於管理上的鬆散、政權的交替或是撤退為阻絕敵軍推進時的倉促鋪設，造成不少地雷陣由於未被記錄或資料丟失而在戰爭過後被遺忘。
另外，地區武裝勢力在邊防進行的無秩序佈雷行動，亦使得地雷陣的清理變得困難。

## 參看
- 地雷 - 陣地
- 汽車炸彈